# Elena Schwarz
Pour les articles homonymes, voir Schwarz.
Elena Andreïevna Schwarz (quelquefois orthographié Shvarts ou encore Švarc) (en russe : Елена Андреевна Шварц), née le 17 mai 1948, morte le 11 mars 2010, est une poétesse russe.

## Biographie
Née à  Léningrad, où elle a vécu durant toute son existence, elle commence à écrire alors qu'elle n'est encore qu'écolière. Elle se décrit comme ayant des racines judéo-slave-tatar-tsigane. Sa mère est directrice littéraire au Théâtre Bolchoï. Elle fréquente l'université de Tartu, et est publiée dans le journal de l'université. Elle se fait connaître également grâce au samizdat et devient une figure de la culture underground de Leningrad. Elle est également traductrice pour diverses compagnies théâtrales.
N'étant plus publiée au sein de l'URSS,  elle réussit à diffuser ses travaux par des revues russes installées en Europe occidentale. Ses premiers recueils voient ainsi le jour à la fin des années 1970 et 1980,  notamment Tantsuyushchii David («David dansant») et Stikhi («poèmes»), ainsi qu'un roman en vers, Trudy i dni Lavinii. Le recueil Krug («le cercle») est publié dans les mêmes années. Son œuvre compte plus d'une dizaine de recueils. Sa poésie se distingue par son rythme, alternant des métriques différentes, une multiplicité de voix et une organisation narrative des poèmes. Si ses textes n'hésitent pas à faire référence à des images religieuses traditionnelles ( anges, démons, icônes, visions du ciel et de l'enfer), la croyance qui transparait de ses poèmes est loin d'être orthodoxe.
Elle a été lauréate de plusieurs prix, notamment le prix Andreï Biély en 1979.
En 1999, on lui décerne le prix Palmyre du Nord.
Décédée en 2010, elle est inhumée au cimetière Volkovo

## Principales publications

### Poèmes
- «Танцующий Давид» (Dancing David) (New York: Russica Publishers, 1985)
- «Стихи» (Verses) (Paris: Беседа, 1987)
- «Труды и дни Лавинии, монахини из ордена Обрезания Сердца» (Ann Arbor: Ardis Publishers, 1987)
- «Стороны света» (Cardinal direction)  (Л.: Советский писатель, Ленинградское отделение, 1989)
- «Стихи» (Verses) (Л.: Ассоциация «Новая литература», 1990)
- «Лоция ночи. Книга поэм» (Rutter of the Night, a book of long poems) (СПб.: Советский писатель, Санкт-Петербургское отделение, 1993)
- «Песня птицы на дне морском» (A Song of the Bird at the Sea-Bottom) (СПб.: Пушкинский фонд, 1995)
- «Mundus Imaginalis» (СПб.: Эзро, 1996)
- «Западно-восточный ветер» (The West-Ost Wind) (СПб.: Пушкинский фонд, 1997)
- «Соло на раскалённой трубе» (The Solo on the fiery Trumpet) (СПб.: Пушкинский фонд, 1998)
- «Стихотворения и поэмы» (Verses and Long Poems) (СПб.: Инапресс, 1999)
- «Дикопись последнего времени» (The wild Script of the last Time) (СПб.: Пушкинский фонд, 2001)
- «Трость скорописца» (The Walking-Stick of the Tachygraph) (СПб.: Пушкинский фонд, 2004)
- «Вино седьмого года» (The Wine of the seventh Year) (СПб.: Пушкинский фонд, 2007)

### Prose et essais
- Определение в дурную погоду (Definition while the Weather is Bad) (СПб.: Пушкинский фонд, 1997)
- Видимая сторона жизни (La face visible de la vie) (СПб.: Лимбус, 2003)

### Autres
- «Сочинения Елены Шварц» (Collected Works by Elena Shvarts, Volumes I-II), тт. I-II (СПб.: Пушкинский фонд, 2002, verses and long poems)
- «Сочинения Елены Шварц» (Collected Works by Elena Shvarts, Volumes III-IV), тт. III-IV (СПб.: Пушкинский фонд, 2008, verses, prose and a theatrical play)

### Traductions de ses œuvres
- Paradise: selected poems. Newcastle upon Tyne: Bloodaxe, 1993
- Ein kaltes Feuer brennt an den Knochen entlang … : Gedichte. Chemnitz; Berlin; St. Petersburg: Oberbaum, 1997
- Das Blumentier: Gedichte. Düsseldorf: Grupello-Verl., 1999
- La vierge chevauchant Venise et moi sur son épaule: poèmes. Évian: Alidades, 2003
- Olga Martynova, Jelena Schwarz. Rom liegt irgendwo in Russland. Zwei russische Dichterinnen im lyrischen Dialog über Rom. Russisch / Deutsch. Aus dem Russischen von Elke Erb und Olga Martynova. Wien: Edition per procura, 2006
- Birdsong on the seabed. Tarset: Bloodaxe Books, 2008
- Werken en dagen van de non Lavinia. Amsterdam, 2009

### Anthologies
- Child of Europe: A New Anthology of East European Poetry, edited by Michael March (London: Penguin, 1990)
- Twentieth-Century Russian Poetry, edited by John Glad and Daniel Weissbort (Iowa City: University of Iowa Press, 1992)
- Contemporary Russian Poetry: A Bilingual Anthology, ed. Gerald Smith (Bloomington and Indianapolis: Indiana University Press, 1993)
- Third Wave: The New Russian Poetry, eds. Kent Johnson and Stephen M. Ashby (Ann Arbor: University of Michigan Press, 1992)
- In the Grip of Strange Thoughts: Russian Poetry in the New Era, ed. J. Kates (Zephyr Press, 1999)
- Élégie sur une radiographie de mon crâne, choix de poèmes traduits du russe et présenté par Hélène Henry, éditions Les Hauts-Fonds, 2020, 186 p., 19 euros.